# أولغا باشكوفا
أولغا باشكوفا (بالروسية: Ольга Леонидовна Пашкова؛ 2 يناير 1966 - 7 أبريل 2021) ممثلة سينمائية ومسرحية من روسيا من مواليد الاتحاد السوفياتي من عام 1987. لعبت في فيلم إيت (1989)، وفيلم السارق (1997) من بين ممثلين آخرين. أصبحت في عام 2006 فنانة الشعب في الاتحاد الروسي وفنانة مفضلة في الاتحاد الروسي في عام 1998.
توفيت باشكوفا في موسكو في 7 أبريل 2021 عن عمر يناهز 55 عامًا بعد صراع طويل مع المرض.